# Thomaskirche (Basel)

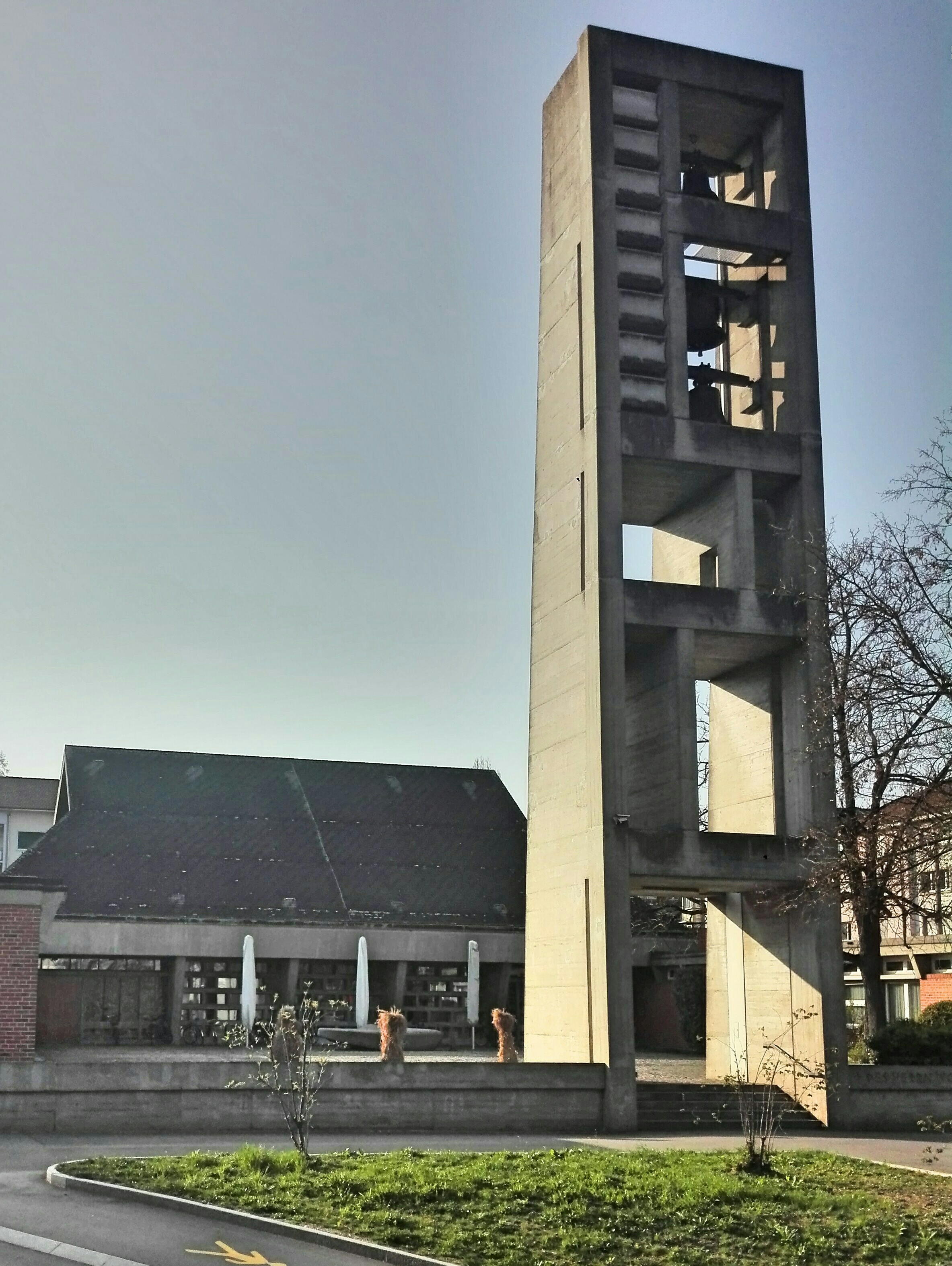
Die reformierte Thomaskirche in Basel

Die Thomaskirche ist eine 1958 erbaute evangelisch-reformierte Kirche in der Stadt Basel. Das unter Denkmalschutz stehende Gotteshaus befindet sich im Stadtteil Iselin und ist dem Patronat des Apostels Thomas unterstellt.
Die Thomaskirche wurde 1958 durch den Architekten Benedikt Huber geplant und in Backsteinbauweise mit separat stehendem Kirchturm errichtet. Im Kirchenraum finden etwa 400 Personen Platz, er ist durch eine Schiebewand vom Gemeindesaal abgetrennt. Im Untergeschoss sind Jugendräume eingerichtet, in den Seitentrakten Büro- und Wohnbereiche. Die Thomaskirche hat seit 1997 als einzige Kirche in Basel ein spezielles Taufbecken, in welchem auch erwachsene Täuflinge vollständig untergetaucht werden können. Im Jahr 2005 wurden zwei weitere Säle für zusätzliche Aktivitäten geschaffen. Um das ursprüngliche Erscheinungsbild des denkmalgeschützten Bauwerks zu erhalten, wurden diese Räume unterirdisch angelegt.
1958 schuf Charles Hindenlang die Glasfenster für die Thomaskirche. Hergestellt wurden die Fenster bei Aubert & Pitteloud Verriers in Lausanne.

## Galerie

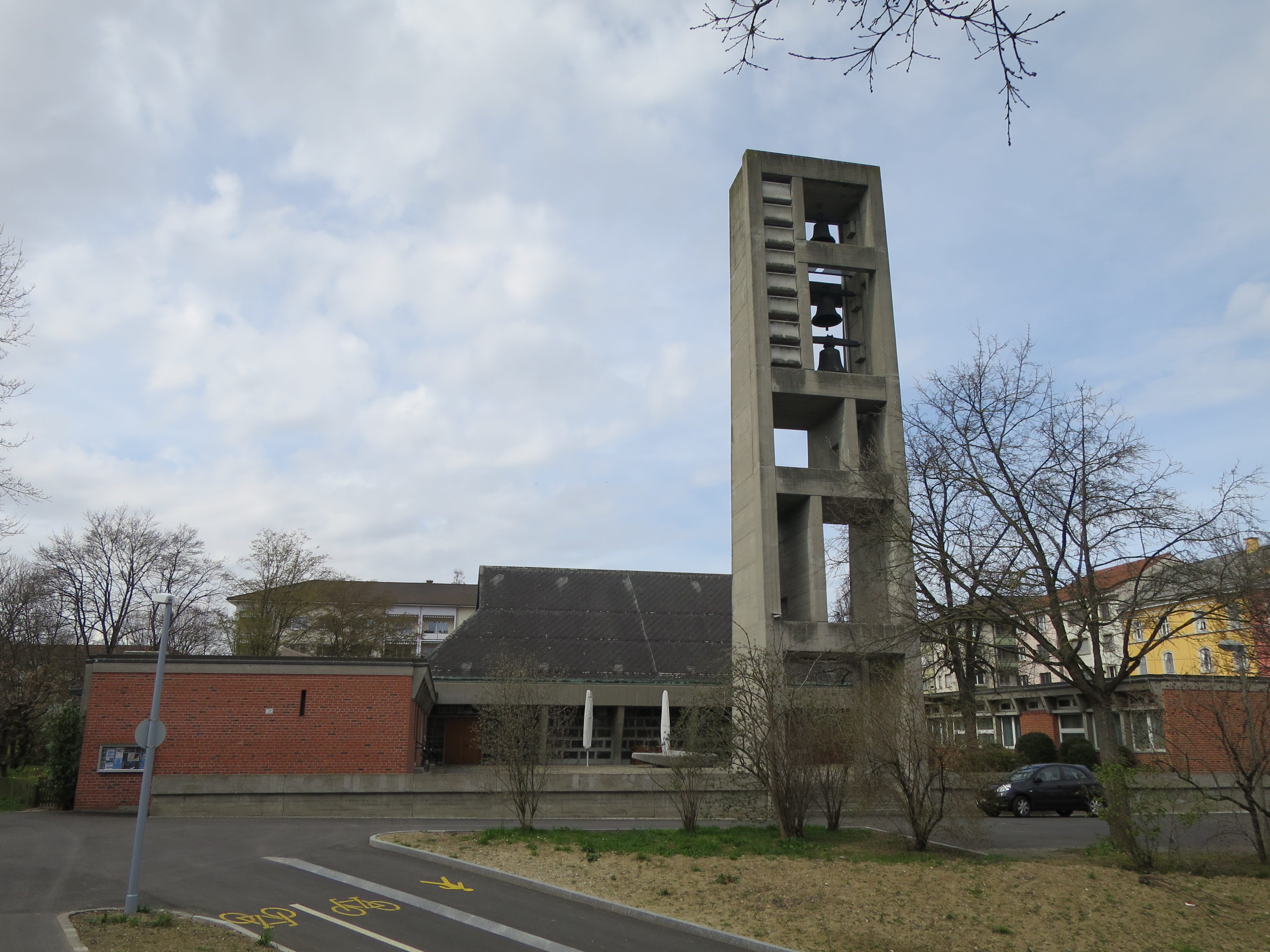
Aussenbau
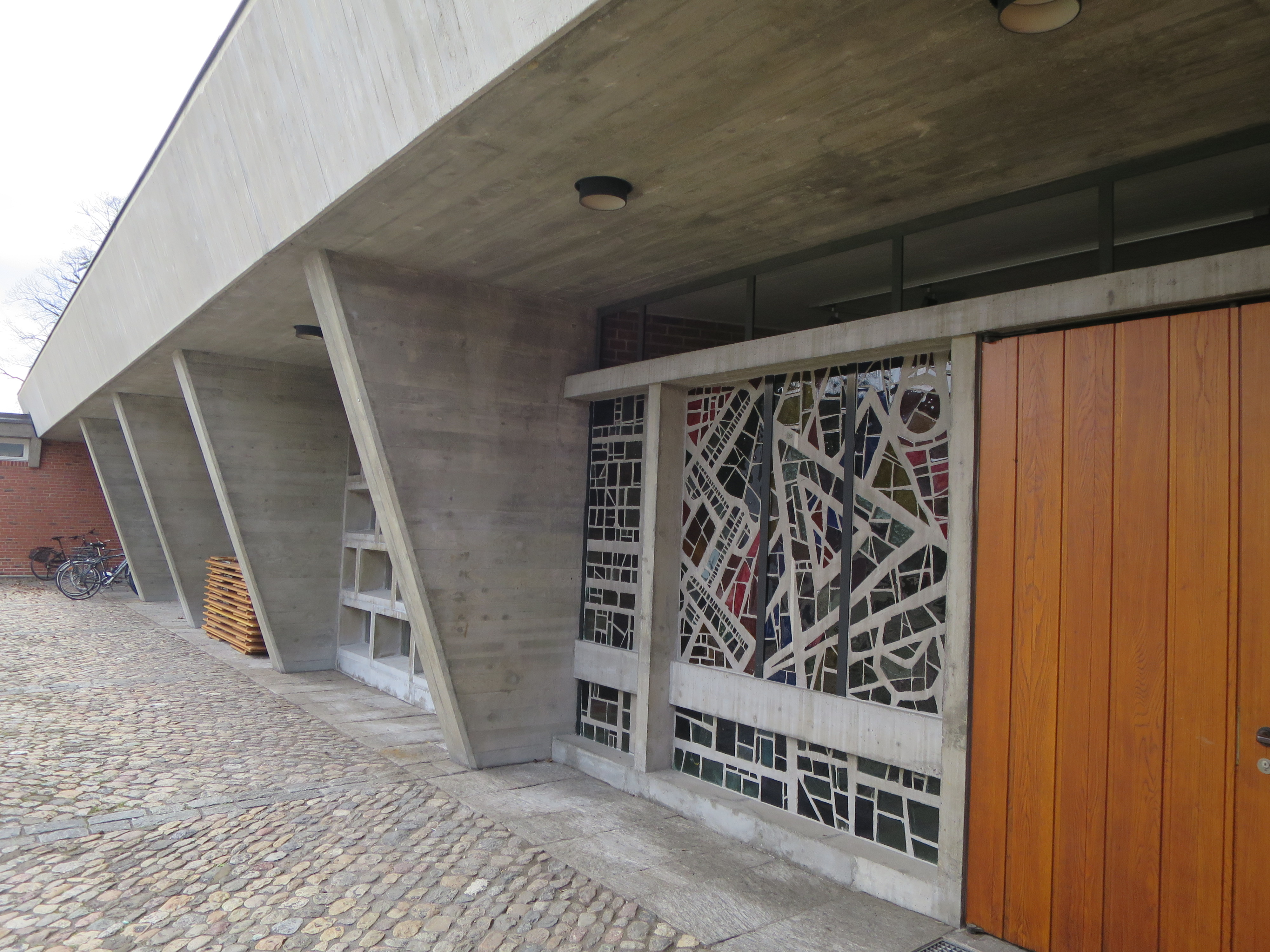
Fassade
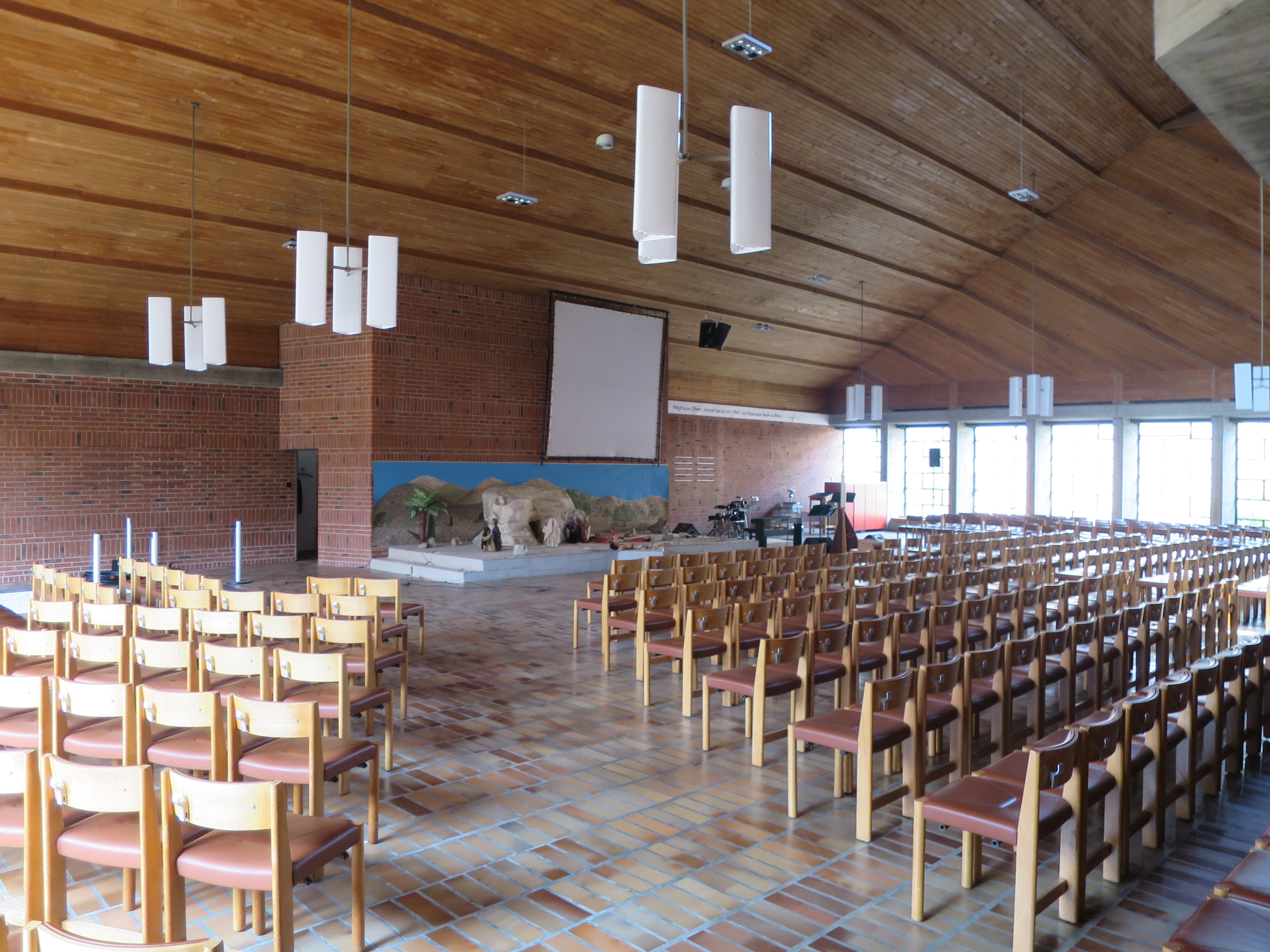
Innenraum
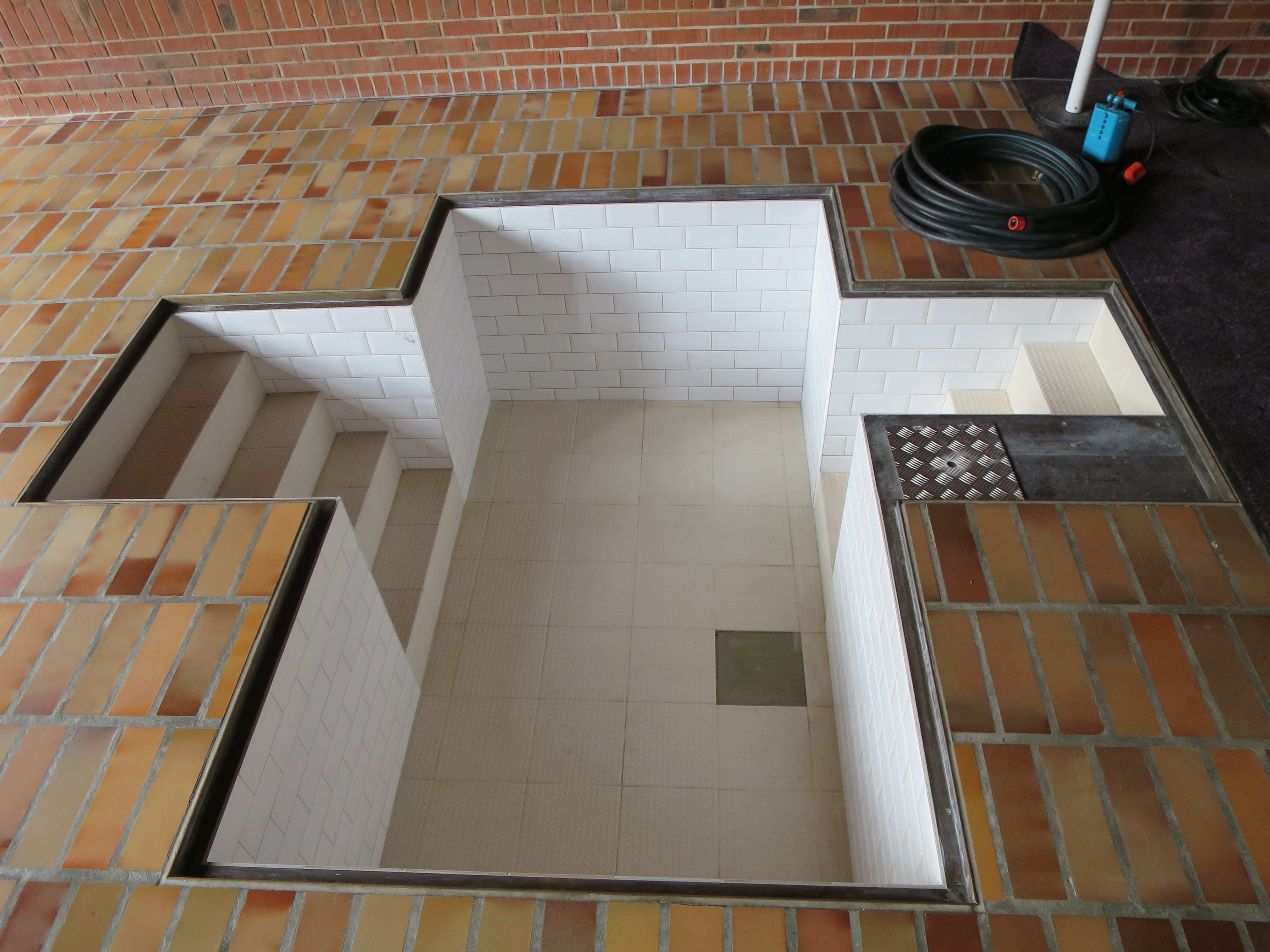
Taufbecken für Immersionstaufen